# Courmelles
Courmelles é uma comuna francesa na região administrativa de Altos da França, no departamento de Aisne. Estende-se por uma área de 6,76 km². Em 2010 a comuna tinha 1 891 habitantes (densidade: 279,7 hab./km²).